# Али ибн Иса аль-Каххал

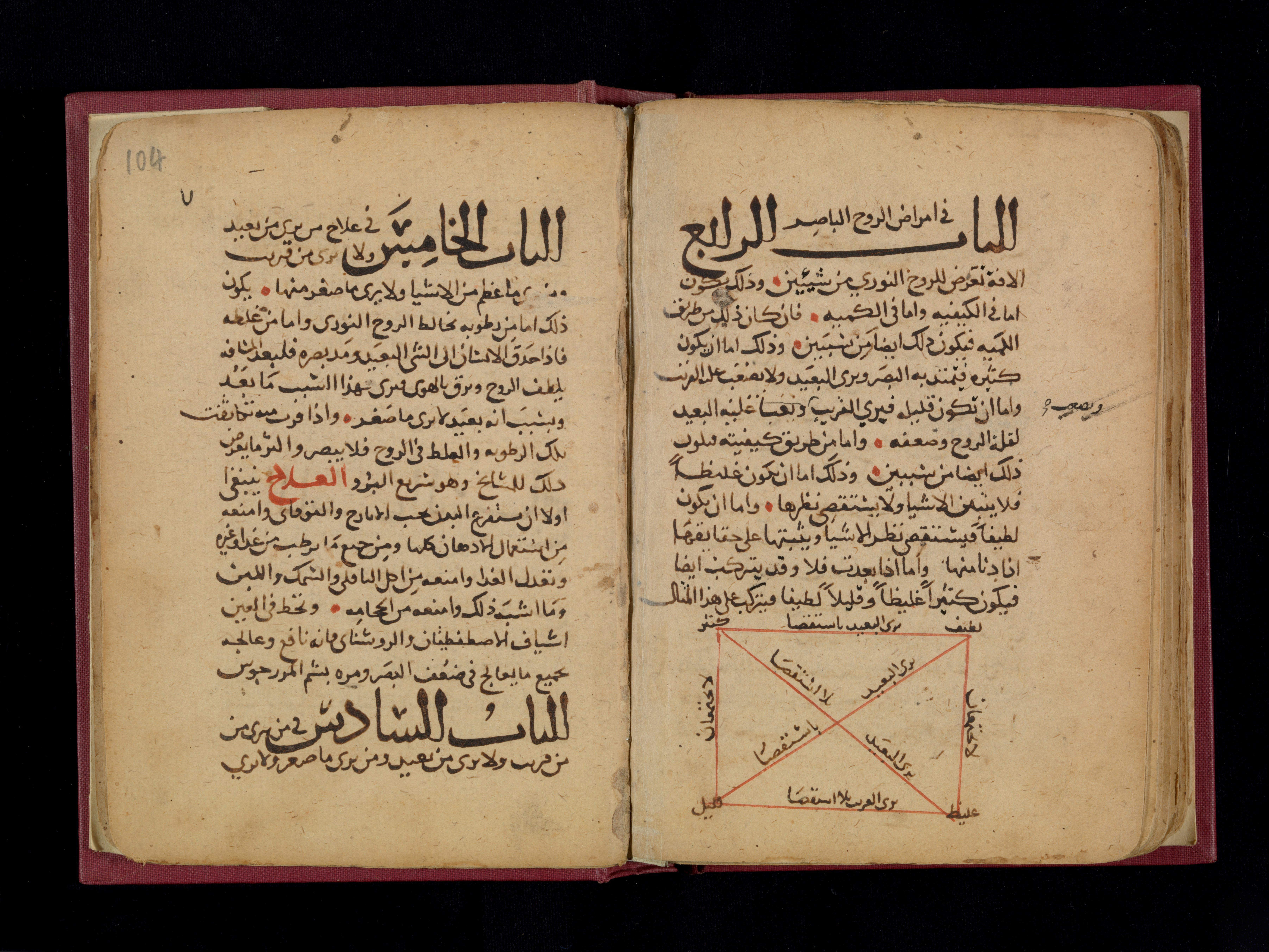
Две страницы из арабской рукописи «Меморандум для окулистов». XIII век. Библиотека Честера Битти

Али ибн Иса аль-Каххал (араб. علي بن عيسى الكحال‎; 1010 г. н.э.), прозванный «окулистом» (аль-каххаль), был известным и прославленным арабским офтальмологом Золотого века ислама. В средневековой Европе он был известен как Иисус Оккулист (лат. Jesu Occulist), что является латинским переводом его имени.
Он был автором влиятельного труда «Тазкират аль-каххалин», иногда переводимого как «Меморандум окулистов», наиболее полной арабской книги по офтальмологии, сохранившейся со времен Средневековья. Работа была основана на трудах Хунайна ибн Исхака, Галена и других более ранних авторов и подробно описывала анатомию и заболевания глаз, а также методы лечения и средства от этих заболеваний. Али Каххал также включил в свою работу иллюстрации анатомии глаза. В средневековье это был эталонный источник информации по офтальмологии.
Али Каххал описал и предложил лечение множества глазных заболеваний. Он был первым, кто описал симптомы синдрома Фогта-Коянаги-Харады. Али Каххал классифицировал эпифору как результат чрезмерного прижигания птеригиума и предлагал методы лечения эпифоры в зависимости от стадии заболевания. На ранних стадиях он предлагал лечение вяжущими материалами, такими как аммиачная соль, жжёная медь или паста для век c препарированием крючком с помощью пера для хронических стадий эпифоры.
В книге описаны и другие хирургические операции. Так, в своём Тадхкирате он описал случай, похожий на височный артериит.